# PVZ Pressevertriebszentrale
Die PVZ Pressevertriebszentrale GmbH & Co. KG (PVZ) ist ein 1976 gegründetes Dienstleistungsunternehmen im Bereich des Pressevertriebs. Die Geschäftstätigkeit des Unternehmens umfasst das Fakturmanagement und das Kundenbeziehungsmanagement im Auftrag der Verlage. Es ist das größte verlagsunabhängige Unternehmen dieser Art in Deutschland mit Sitz in Stockelsdorf bei Lübeck. Die Firma steht laut mehreren Verbraucherzentralen in Deutschland unter dem Verdacht, die Forderungen aus untergeschobenen Aboverträgen einzutreiben.

## Geschichte
Die PVZ Pressevertriebszentrale wurde 1976 von Mitgliedern des Werbenden Buch- und Zeitschriftenhandels (WBZ) (heute: „Bundesverband Abonnement“) gegründet, um die Abobetreuung zu zentralisieren.

## Mitgliedschaften
PVZ ist Mitglied im Bundesverband Abonnement, der rund 70 Mitgliedsunternehmen aus der Abonnentenwerbung und dem Verlagswesen vertritt. Die PVZ ist Fördermitglied im Verband Deutscher Zeitschriftenverleger (VDZ) Nord, der Interessenvertretung der Verlage in Bremen, Hamburg, Mecklenburg-Vorpommern, Niedersachsen und Schleswig-Holstein.